# United-Arab-Airlines-Flug 749
Der United-Arab-Airlines-Flug 749 (Flugnummer: MS749) war ein Linienflug der United Arab Airlines von Ost-Berlin über Nikosia nach Kairo. Am 18. März 1966 ereignete sich auf diesem Flug ein schwerer Flugunfall mit einer Antonow An-24W, als die Maschine im Endanflug während eines Sandsturms in eine Sanddüne geflogen wurde, woraufhin alle 30 an Bord befindlichen Insassen starben.

## Maschine
Das Flugzeug war eine im Jahr 1965 gebaute Antonow An-24W mit der Werknummer 57302009, die am 20. Juni 1965 mit dem Luftfahrzeugkennzeichen SU-AOA bei der United Arab Airlines in Betrieb gegangen war. Das zweimotorige Kurzstrecken-Passagierflugzeug war mit zwei Turboproptriebwerken des Typs Iwtschenko AI-24 mit einer Leistung von je 1.877 kW (2.552 PS) ausgestattet.

## Insassen
Den Flug auf dem Flugabschnitt von Nikosia nach Kairo hatten 25 Passagiere angetreten. Es befand sich eine fünfköpfige Besatzung an Bord. Unter den Passagieren befanden sich der Landwirtschaftsminister von Jemen Ali Mohamed Abdou und der Leiter der Forschungsabteilung der jemenitischen Zentralbank Achmed Kaid al Mattary. Der Minister hatte die jemenitische Regierungsdelegation zur Leipziger Frühjahrsmesse geleitet.

## Unfallhergang
Die Maschine hob um 15:49 Uhr von Nikosia zum Flug nach Kairo ab. Entlang der Flugstrecke herrschten widrige Wetterverhältnisse und auch um das Flugziel Kairo herum verschlechterte sich das Wetter zunehmend. Die Besatzung kontaktierte die Betriebszentrale der Fluggesellschaft und erkundigte sich nach möglichen Ausweichflughäfen. Die Piloten teilten mit, dass sie ein Gewitter mit Turbulenzen und Vereisungsbedingungen durchflogen. Ein Höhenmesser gab eine Flughöhe von 24.000 Fuß an, während der andere 25.000 Fuß anzeigte. Der magnetische Kompass war nicht funktionsfähig und im Cockpitfensterpanel hatte sich aufgrund des Gewitters ein Riss gebildet. Als Ausweichflughäfen wurden Alexandria, Port Said und Al-Arisch diskutiert, doch letztlich wurde der Flug in Richtung Kairo fortgesetzt. Die Maschine hatte eine Freigabe für einen Anflug und eine Landung auf Landebahn 23 erhalten, doch daraufhin erfolgte keine Antwort von der Maschine mehr. Später stellte sich heraus, dass die Maschine fünf Kilometer nordöstlich der Landebahn ins Gelände geflogen und daraufhin ausgebrannt war. Alle 30 Insassen waren dabei ums Leben gekommen.

## Ursache
Die Unfallermittler sahen die Unfallursache in einem Sinken der Maschine unter die Sicherheitsflughöhe, bis die backbordseitige Tragfläche eine Düne nordöstlich des Zielflughafens streifte. Daraufhin sei die Kontrolle über die Maschine verloren gegangen, die schließlich zu Boden stürzte.
Die Ermittler hielten es für möglich, dass der zu steil ausgeführte Sinkflug einem Wechsel aus dem Instrumentenflug in den Sichtflug geschuldet war, woraufhin die Piloten unter den herrschenden Wetterverhältnissen reichlich Zeit benötigt haben könnten, um sich auf die neuen Gegebenheiten umzustellen.